# Zaireichthys mandevillei
Zaireichthys mandevillei är en fiskart som först beskrevs av Poll, 1959.  Zaireichthys mandevillei ingår i släktet Zaireichthys och familjen Amphiliidae. IUCN kategoriserar arten globalt som otillräckligt studerad. Inga underarter finns listade i Catalogue of Life.